# Прапор Полтавської області
Пра́пор Полта́вської о́бласті — офіційний прапор Полтавщини, котрий увібрав символи, що відображають історію й традиції краю. Затверджений 10 лютого 2000 року рішенням XI сесії обласної ради XXIII скликання. Співвідношення сторін 2:3.
У композиції прапора жовтий козацький хрест на синьому тлі, на зразок знамена Полтавського полку.
Проєкт прапора було розроблено Українським геральдичним товариством (УГТ) й надіслано до конкурсу на герб області ще у 1997—1998 роках, а потім і на наступний конкурс на прапор.
Однією з одіозних подій під час відбору прапору став факт, що автором проєкту вказаний Є. В. Ширай, який на думку УГТ зробив плагіат з їхнього проєкту, а вся відмінність полягає у дещо меншому розмірі хреста.